# Logan Browning

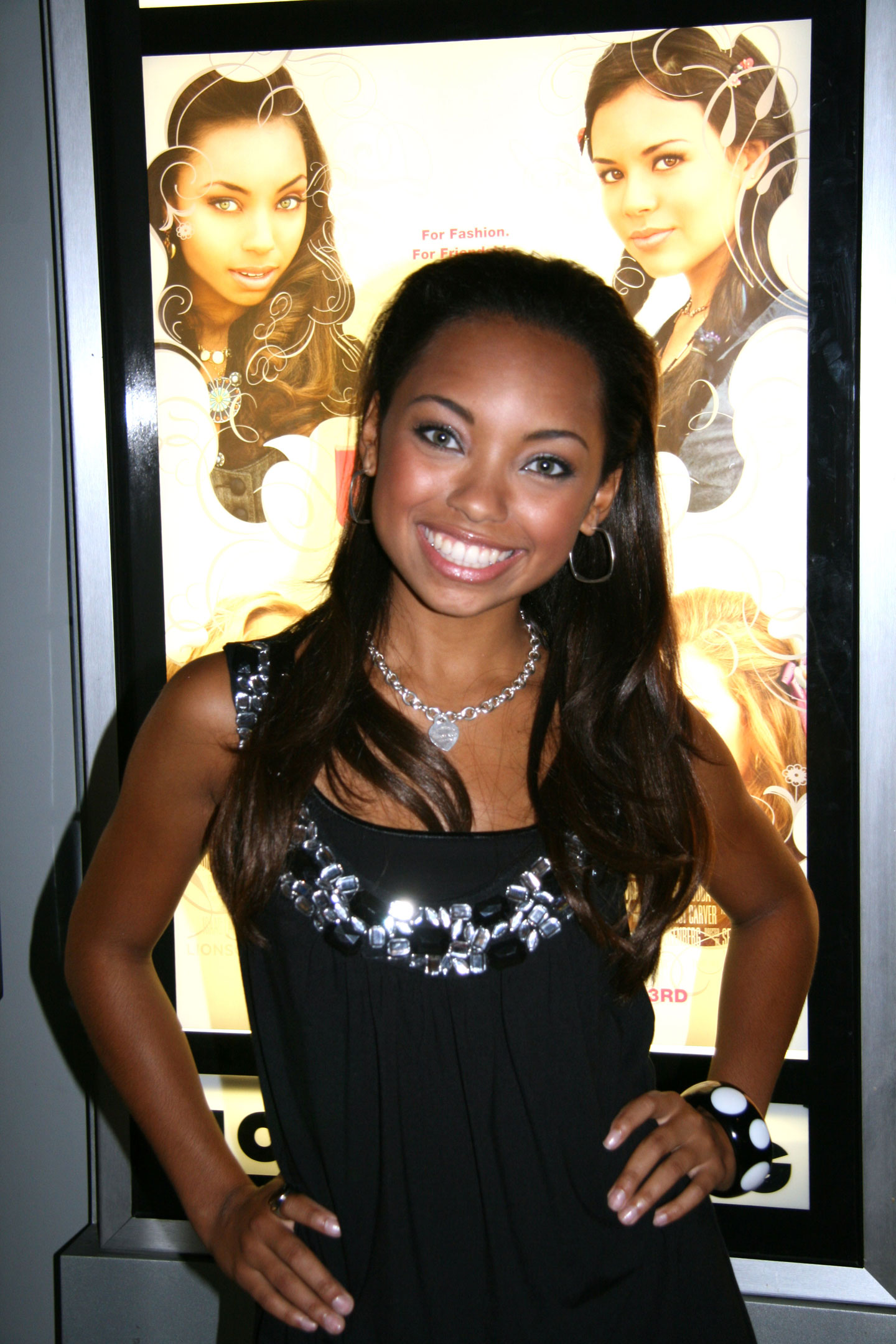
Logan Browning (2007)

Logan Laurice Browning (ur. 9 czerwca 1989 w Atlancie) – amerykańska aktorka, która wystąpiła m.in. w filmie Bratz i serialach Drodzy biali!,  Powers.

## Filmografia

### Filmy
| Rok  | Tytuł                | Rola   | Uwagi |
| ---- | -------------------- | ------ | ----- |
| 2007 | Bratz                | Sasha  |       |
| 2013 | Breaking at the Edge | Sara   |       |
| 2015 | Brotherly Love       | Trina  |       |
| 2019 | Perfekcja            | Lizzie |       |

### Telewizja
| Rok       | Tytuł                                    | Rola           | Uwagi                    |
| --------- | ---------------------------------------- | -------------- | ------------------------ |
| 2004–2005 | Summerland                               | Carrie         | 4 odc.                   |
| 2005–2006 | Ned's Declassified School Survival Guide | Vanessa        | 5 odc.                   |
| 2009–2011 | Meet the Browns                          | Brianna Ortiz  | w gł. obsadzie; 106 odc. |
| 2010–2013 | Para królów                              | Rebecca Dawson | 6 odc.                   |
| 2011      | Tajemny krąg                             | Sally Matthews | 2 odc.                   |
| 2013–2018 | Hit the Floor                            | Jelena Howard  | w gł. obsadzie; 33 odc.  |
| 2014      | Tyler Perry's For Better or Worse        | Shawn          | 2 odc.                   |
| 2015      | Powers                                   | Zora           | 10 odc.                  |
| 2017-2021 | Drodzy biali!                            | Samantha White | gł. rola                 |